# هانس فریدریش گایتل
 هانس فریدریش گایتل (انگلیسی: Hans Friedrich Geitel؛ زاده ۱۶ ژوئیه ۱۸۵۵ – درگذشته ۱۵ اوت ۱۹۲۳) فیزیک‌دان اهل آلمان بود.